# Crown Flatt
Crown Flatt, également appelé  Tetley's Stadium pour des raisons de parrainage commercial, est une enceinte sportive située à Dewsbury dans le Yorkshire de l'Ouest.
Destinée au rugby à XIII, elle accueille les matches à domicile du club de la ville, les Dewsbury Rams, qui participe au Co-operative Championship. Le stade possède deux tribunes et peut accueillir jusqu'à 3 500 spectateurs dont 900 places assises.